# 最遊記外傳
《最遊記外傳》是日本漫畫家峰倉和也的漫畫作品《最遊記》的外傳，故事套用中國神話故事西遊記的人物名稱，但劇情方面没有任何關聯。
漫畫因為日本出版社更換而一度停止連載，後於一迅社的《ZERO-SUM》増刊《WARD》中復刊，在2、5、8、11月的16日刊登。已在2009年連載完結，共33話。
第一冊內容曾在動畫《幻想魔傳最遊記》出現。第18話至最終話決定OVA化，預定於2011年發售。

## 故事簡介
追溯「最遊記」的五百年前。天界出現一個由下界（人界）岩石集天地之氣所生、帶有象徵災禍的金黃瞳眸小孩。觀世音菩薩將他交托給姪子金蟬童子，金蟬童子為其命名為悟空。

## 登場人物
孫悟空（聲：保志總一朗）
- 悟空一名代表「頓悟空之人」。悟，即是領悟之意。空，則是人們所看不到的事物。
- 由岩石中出生，不屬於妖怪、神、人的生命體。
- 擁有象徵災禍的金色眼睛，因此由下界帶返天界看守。
- 因天界不殺生為由，由金蟬童子看管。
- 由於生長在野外，行為粗魯，因此被稱為「野猴子」。
- 有小孩子的天真，說話很直，卻是吸引身邊大人們的原因。
- 真實身份為「齊天大聖」，是殘暴、力量可與天看齊的生物。

金蟬童子（聲：關俊彥）
- 觀世音菩薩的侄子。在天界地位頗高。
- 通曉書頖，是個文弱書生，體力很差。
- 典型的默默做事，對外物感覺起伏不大。
- 悟空的出現，再受到天蓬和捲簾的影響，性格也開始改變。決定改變過去不理不睬的態度，追求自己想保護的東西。

捲簾大將（聲：平田廣明）
- 天界西方軍的大將，喜歡酒、花和女人的無賴。
- 原屬東方軍的武將，因與上司的妻子通姦而被降職至西方軍，成為天蓬元帥的部下。
- 性格大膽，充滿男子氣概。
- 對於世事通曉，喜歡下界事物，最愛釣魚，有恐高症。
- 對小孩和部下，是一個「大哥哥」的存在。
- 與天蓬以夫妻相稱。
- 對天界的事物和主張存有懷疑。
- 動畫中與轉生沙悟淨有相同的紅髮紅眼，但峰倉和也在彩圖中是黑髮藍眼。

天蓬元帥（聲：石田彰）
- 天界西方軍元帥。
- 喜歡讀書，房間西南樓常常被書淹埋。
- 喜歡下界的東西，會把下界的「美型藝術品」帶回天界；但所謂「美型藝術品」在別人眼中卻是怪異的造型。
- 飄泊不定的性格，令人難以捉摸，只相信自己。
- 有書卷氣息，常穿著實驗室白袍，頭髮及肩，相貌端正，但會因讀書而不打理自己。
- 是一位有名的軍人，戰鬥時冷靜沈著，有很高的戰鬥力和洞察力。
- 別人眼中的怪胎。
- 動畫中與轉生豬八戒有相同的綠眼，但在原作者的彩圖中眼睛有多種顏色，有琥珀色、紫色，其中紫色最常見。

## 單行本
- 最遊記外伝（舊版），全1冊
- 最遊記外傳（新版）、全4冊

## 外部連結
- （日語）OVA官方網站 （页面存档备份，存于）